# Condado de Orange (Texas)
El condado de Orange (Orange County, en inglés) es uno de los 254 condados del estado estadounidense de Texas. La sede del condado es Orange, siendo a su vez la mayor ciudad. El condado posee un área de 984 km² (los cuales 60 km² están cubiertos por agua), la población de 81.837 habitantes, y la densidad de población es de 92 hab/km² (según censo nacional de 2010). Este condado fue fundado en 1852. Sus principales fuentes de renta del condado son la refinería de petróleo y el cultivo de arroz.